# Богданова, Вера Олеговна

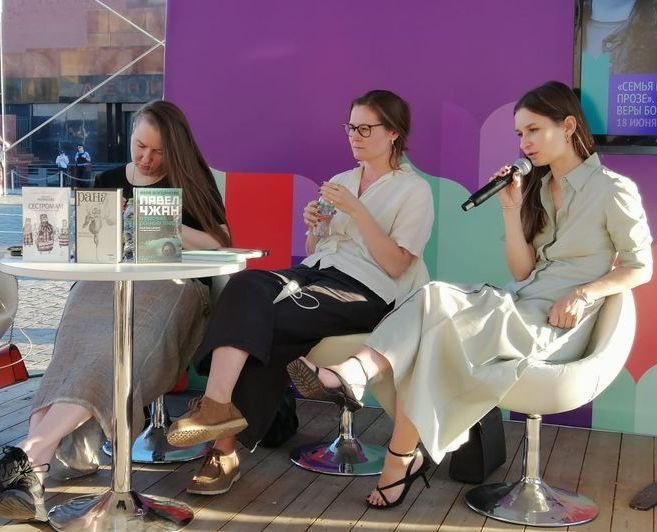
Евгения Некрасова (слева), Оксана Васякина (в центре), Вера Богданова на фестивале «Красная площадь» 19.06.2021

Вера Олеговна Богданова (род. 5 февраля 1986, Москва) — российская писательница, переводчица и литературная обозревательница.

## Биография
Родилась в Москве в семье медиков, с трех лет воспитывалась бабушкой, которая работала нейрохирургом в МОНИКИ. В 2003 году Вера Богданова окончила УВК № 1840 (бывшая Физико-математическая школа, теперь ГБОУ Школа № 2107). В 2011 году окончила лингвистический факультет МГОУ, специальность лингвист/переводчик с английского языка.
Проходила повышение квалификации в Нью-Йорке. Работала в сфере логистики и маркетинга. Владеет английским и японским языками. Проживает в Москве.
Публиковала рассказы в журналах «Новый мир» и Bookmate Journal.
В 2018—2019 годах прошла обучение в мастерской Ольги Славниковой в Creative Writing School.
Писала для журналов «Правила Жизни», «Grazia», «Горький», «Юность», «Новый мир», «Дружба народов», «Прочтение». С 2021 года по настоящий момент (2023 год) пишет о переводных новинках для Афиша Daily. Ведет в Telegram блог «Богданова и прочие речные твари», посвященный новинкам и бестселлерам книжного рынка США.
В 2020 году рукопись романа Веры Богдановой «Павел Чжан и прочие речные твари» вошла в финал премии «Лицей» и получила спецприз от журнала «Юность» — «за мастерское следование канонам жанра и свободу романного дыхания».
«Вера Богданова — состоявшийся писатель, — сказала Майя Кучерская после вручения премии. — Ее роман, рассказывающий о драматичном пути мальчика из детдома, сделавшего себя, но в итоге не справившегося со всеми испытаниями — это совершенно взрослая проза, которая в общем уже переросла молодёжную премию».
В 2021 году роман «Павел Чжан и прочие речные твари» был опубликован в «Редакции Елены Шубиной», вошёл в финал премии Нацбест, а также в длинные списки премий «Большая книга» и «Ясная поляна».
В 2022 году в «Редакции Елены Шубиной» был опубликован роман «Сезон отравленных плодов», вошёл в длинные списки премий «Большая книга» и «Ясная поляна», вошёл во все списки лучших книг по итогам года.

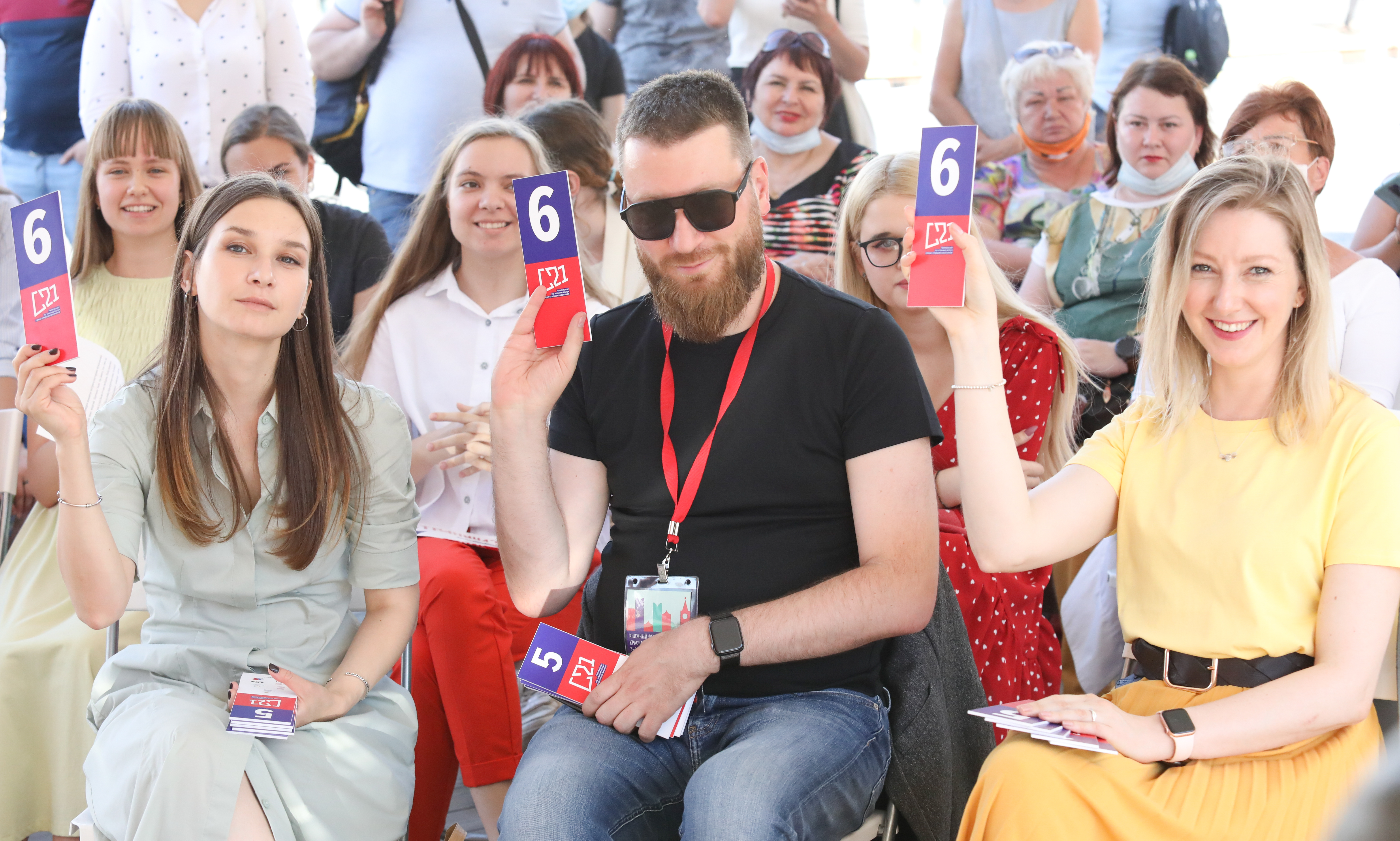
Вера Богданова, Константин Мильчин, Анастасия Орлова на книжном фестивале Красная площадь

## Личная жизнь
В феврале 2023 года вышла замуж за писателя Рагима Джафарова.
Есть сын от первого брака.

## Избранная критика
- Галина Юзефович. «Павел Чжан и прочие речные твари» — роман Веры Богдановой о недалеком будущем, в котором Россия оказалась под контролем Китая // Медуза — 2021
- Арина Буковская. «Но главное — уменье сделать хуже» // Литературно — 2021
- Иван Родионов. Строгая форма воды // Год Литературы — 2021
- Екатерина Писарева. Мир будущего без будущего // Новая Газета — 2021

## Премии
- 2020 — Роман «Павел Чжан и прочие речные твари» вошёл в короткий список премии «Лицей».
- 2021 — Роман «Павел Чжан и прочие речные твари» вошёл в финал премии «Национальный бестселлер», длинные списки премий «Большая книга» и «Ясная поляна».
- 2022 — Роман «Сезон отравленных плодов» вошёл в длинные списки премий «Большая книга» и «Ясная поляна».